# Ніцинське (Ірбітський міський округ)
Ніци́нське (рос. Ницинское) — село у складі Ірбітського міського округу Свердловської області.
Населення — 428 осіб (2010, 482 у 2002).
Національний склад населення станом на 2002 рік: росіяни — 99 %.